# Melhor pra Você
Melhor pra Você  foi um programa de televisão brasileiro produzido e transmitido ao vivo pela RedeTV!. O programa era exibido de segunda a sexta-feira das 10h00 às 12h00 com a apresentação de Celso Zucatelli, Edu Guedes e Mariana Leão.

## História
No final de 2014, visando reformular o programa e melhorar a audiência, a RecordTV anuncia que Celso Zucatelli, Edu Guedes e Chris Flores deixariam o comando do Hoje em Dia a partir de 12 de janeiro de 2015, sendo substituídos por Ana Hickmann, César Filho, Renata Alves e Ticiane Pinheiro. Na ocasião apenas o contrato de Chris seria mantido, enquanto os dois demais apresentadores seriam dispensados. Aproveitando o fato, a direção da RedeTV! fez uma proposta formal para os três apresentadores para que eles comandassem um programa similar na grade da emissora, porém apenas Celso e Edu aceitaram, enquanto Chris decidiu renovar com a emissora original. Buscando uma mulher para compor o trio, a emissora contratou Mariana Leão, repórter do Hoje em Dia.
A estreia do programa ocorreu no dia 25 de maio de 2015 às 09h30 substituindo os programas Você na TV e Bola Dividida com duas horas e meia de exibição. Em 13 de janeiro de 2016 é anunciado que o programa mudaria de horário a partir do dia 23, começando as 10:00, agora com duas horas no ar. Em 23 de fevereiro de 2018 o programa foi exibido pela última vez, avaliando que os custos eram muito altos pela baixa audiência registrada.

## Audiência
A estreia do programa marcou 1 ponto, representando um aumento de 50% em comparação com o Você na TV, que ocupava o horário anteriormente com 0,7 pontos. Apesar disso, a audiência não representou nenhum aumento em relação ao programa que antecedia o Melhor pra Você, o TV Kids, que também tinha média de 1 ponto. A melhor audiência ocorreu em 28 de abril de 2017, quando atingiu 1,5 pontos ao cobrir a greve ao vivo em São Paulo. Com uma média de audiência entre 0,5 e 0,7 pontos, o programa ocupava a sexta posição na audiência, atrás de Globo, RecordTV, SBT, Band e TV Cultura. Em seus últimos meses o programa passou a ocupar a sétima colocação, atrás também da Revista da Cidade, da TV Gazeta.

## Ligação externas
- «Sítio oficial»